# Villa Noseda
Villa Noseda è una storica residenza di Sanremo in Italia.

## Storia
Anche se non si conosce con esattezza l'anno di costruzione della villa non è errato collocarne l'erezione nella seconda metà del XIX secolo, comparendo infatti già in una carta topografica della città redatta da Alessandro Cantù nel 1882.
Negli anni 1870 fu proprietà e residenza del barone tedesco Adolph Thiem, che vi abitò prima di farsi erigere dall'architetto Pio Soli la più spaziosa Villa Virginia, appositamente progettata per ospitare la sua vasta collezione di opere d'arte.

## Descrizione
La villa, che sorge all'inizio del corso degli Inglesi di fronte all'ingresso laterale del Casinò di Sanremo, presenta uno stile neogotico.

## Galleria d'immagini

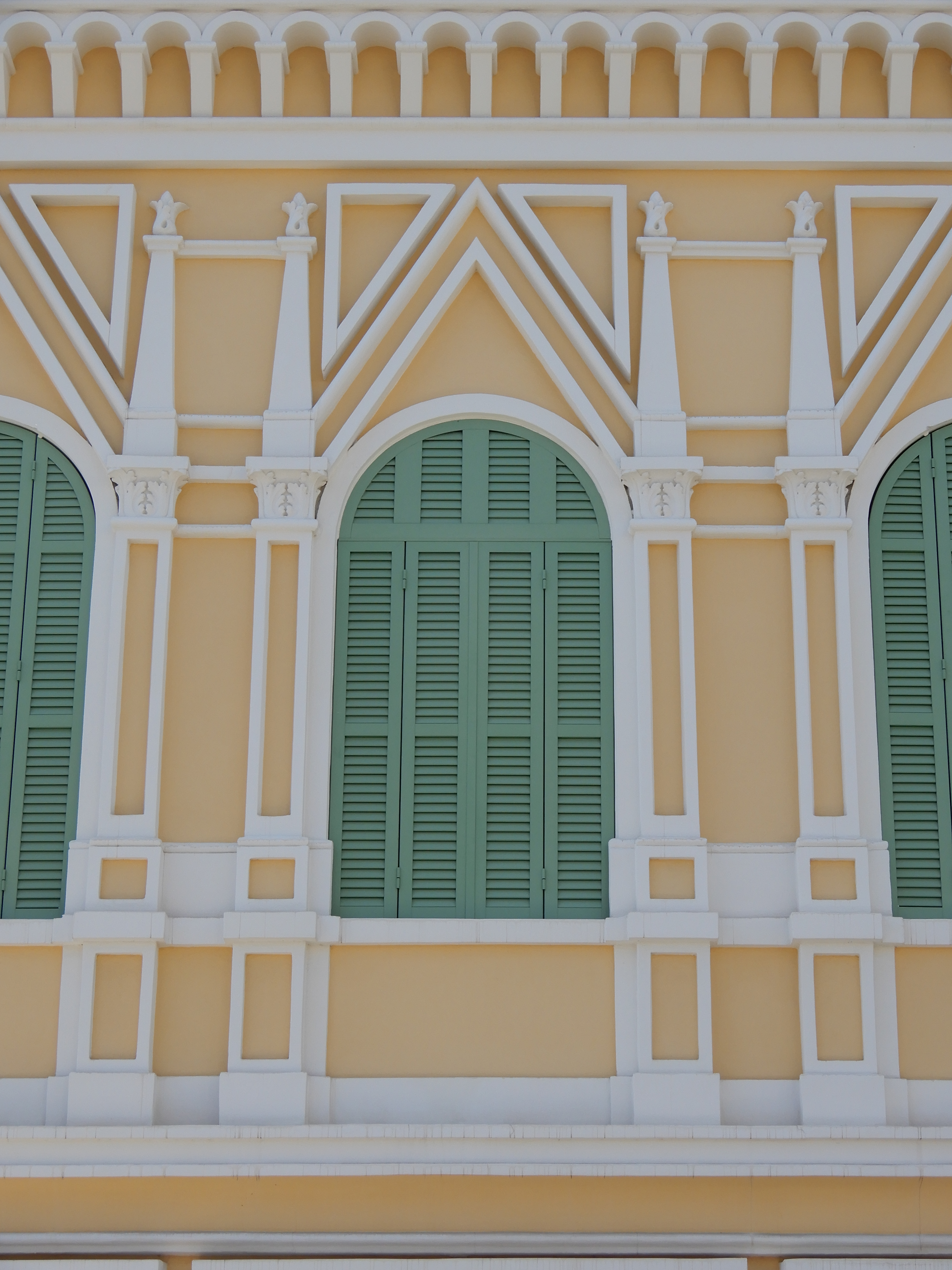
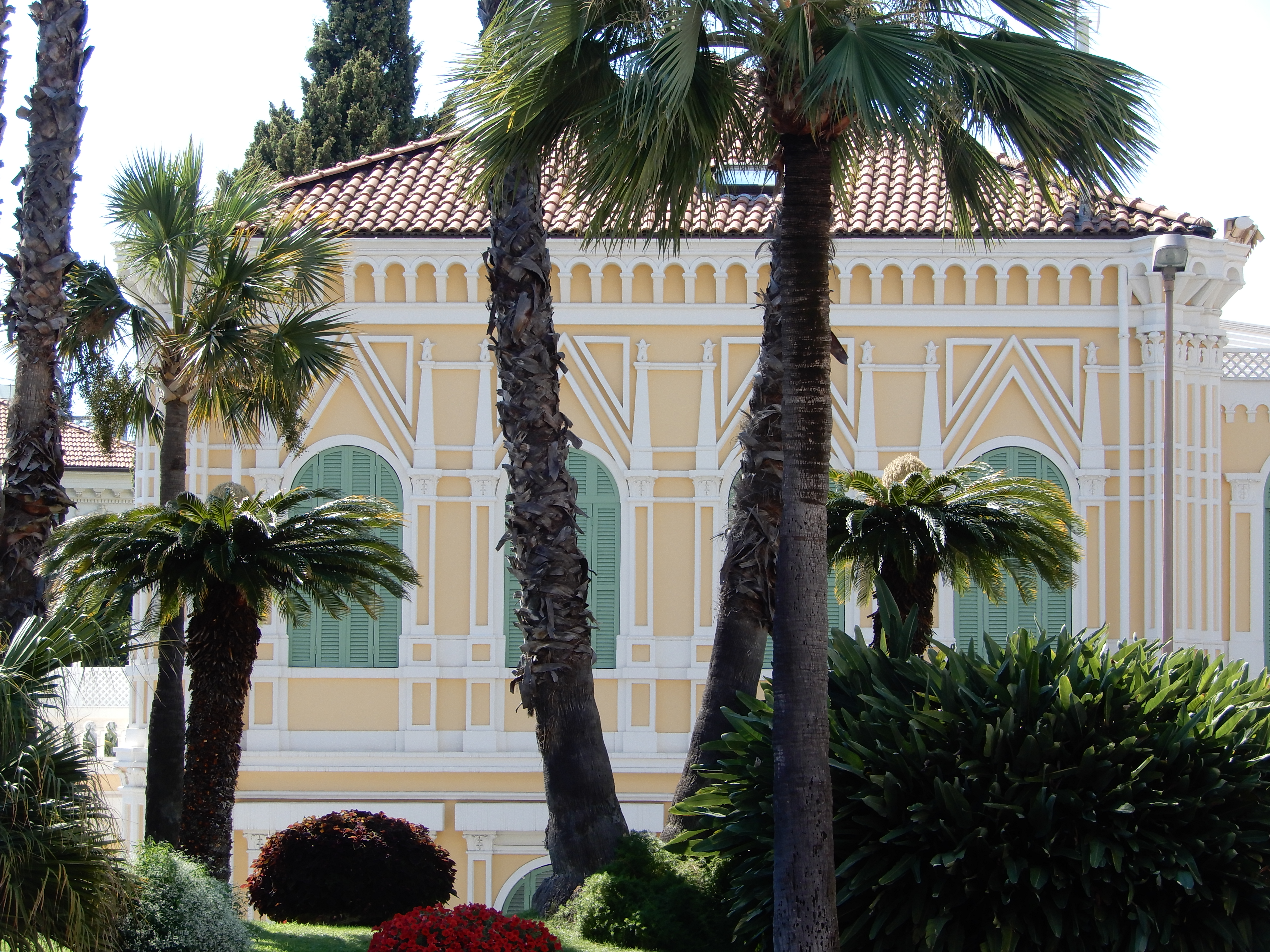
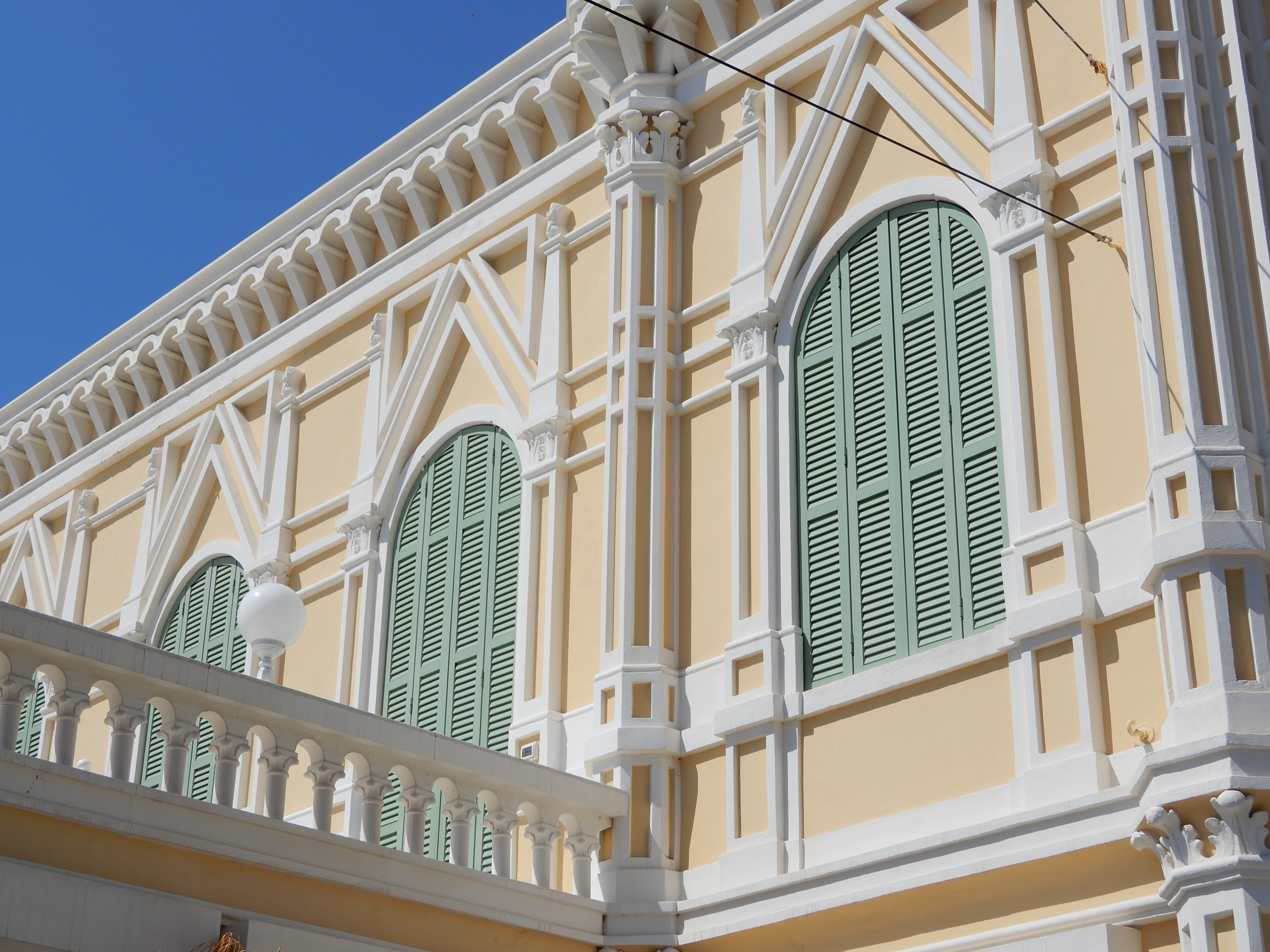